# Nnimmo Bassey
Nnimmo Bassey (Akwa Ibom, 11 juni 1958) is een Nigeriaans architect, dichter en milieuactivist. Sinds 2008 is hij voorzitter van Friends of the Earth International.

## Levensloop
Bassey begon zijn carrière als architect. Hij publiceerde in zijn vakgebied enkele boeken en schreef daarnaast enkele gedichtenbundels. In de jaren negentig was hij voorzitter van zowel de vereniging van Afrikaanse architecten als van Nigeriaanse schrijvers.
In de jaren tachtig werd hij actief op het gebied van de mensenrechten en nam hij plaats in het bestuur van de Civil Liberties Organisation. In 1993 was hij een van de oprichters van Environmental Rights Action (ERA), een Nigeriaanse niet-gouvernementele organisatie die zich vooral richt op de milieuschade die wordt veroorzaakt door oliewinning. De organisatie is aangesloten bij Friends of the Earth International (FoEI).
In 1996 werd Bassey korte tijd gevangengezet door de veiligheidsdienst van Nigeria, toen hij op het punt stond een milieucongres in Ghana te bezoeken om met activisten in andere landen te praten over milieuproblematiek in Nigeria.
In 2008 werd Bassey voorzitter van zowel de ERA als de FoEI. In 2010 publiceerde hij het boek To Cook a Continent: Destructive Extraction and the Climate Crisis in Africa. In deze jaren is hij inmiddels uitgegroeid tot een van de leidende personen in het Afrikaanse milieuactivisme.

## Erkenning
In 2009 plaatste Time Magazine hem op de lijst van Heroes of the Environment. In 2010 werd hij onderscheiden met een Right Livelihood Award en in 2012 met de Noorse Thorolf Rafto-prijs.